# Estado Novo (Portugal)
Pour les articles homonymes, voir Estado Novo.
 (9 juin 2018).
19 mars 1933 – 25 avril 1974
(41 ans, 1 mois et 6 jours)
Entités précédentes :
- Dictature nationale

Entités suivantes :
- Troisième République (Junte de salut national)

L'Estado Novo (en français : « État nouveau ») est le nom donné au régime corporatiste installé au Portugal de 1933 à 1974. Il est né à partir de la Dictature nationale (en portugais : Ditadura Nacional) instaurée après le coup d'État du 28 mai 1926 contre l'instable Première République démocratique. Ensemble, la Dictature nationale et l’Estado Novo sont reconnues par les historiens comme la Deuxième République portugaise (en portugais : Segunda República Portuguesa). Le régime, fortement inspiré par des idéologies conservatrices et autocratiques, est développé par António de Oliveira Salazar, qui est le Premier ministre (« président du Conseil des ministres ») de 1932 jusqu'à ce que la maladie oblige le président de la République, Américo Tomás, à le démettre de ses fonctions en septembre 1968.
L’Estado Novo est l'un des plus longs régimes autoritaires au XXe siècle en Europe. Opposé au communisme, au socialisme, au syndicalisme, à l'anarchisme, au libéralisme, à l'anticolonialisme, le régime est, de nature, conservateur, corporatiste et nationaliste, défendant avec vigueur le catholicisme conservateur. Sa singularité provient de ses principaux dirigeants : les professeurs de droit, dans un pays qui ne comptait alors que deux facultés de droit à Coimbra et à Lisbonne. Cette caractéristique unique lui vaut les surnoms de "dictature des docteurs" et de "cathédocratie", littéralement le pouvoir de la chaire (professorale), popularisés par les travaux de l'historien du droit Oscar Ferreira,. Sa politique conçoit la perpétuation du Portugal en tant que nation pluricontinentale sous la doctrine du lusotropicalisme, avec l'Angola, le Mozambique et d'autres territoires portugais comme des extensions du Portugal lui-même. La métropole est alors considérée comme une source de civilisation et de stabilité pour les sociétés d'outre-mer. Sous l’Estado Novo, le Portugal tente de maintenir son vaste empire colonial d'une superficie de 2 168 071 km2, tandis que d'autres puissances coloniales occidentales donnent accès à l'autodétermination et à l'indépendance.
Le Portugal rejoint l'Organisation des Nations unies (ONU) en 1955 et est un membre fondateur de l'OTAN (1949), de l'AELE (1960) et de l'OCDE (1961). En 1968, Marcelo Caetano est nommé Premier ministre et continue d'ouvrir la voie à l'intégration économique avec le reste de l'Europe, entre autres via la signature de l'accord de libre-échange avec la Communauté économique européenne en 1972.
De 1950 jusqu'à la mort de Salazar en 1970, le Portugal voit son PIB par habitant augmenter à un taux annuel moyen de 5,7 %. Malgré une croissance économique remarquable et une convergence économique, le Portugal possède toujours le revenu par habitant le plus faible d'Europe occidentale lors de la chute de l’Estado Novo en 1974, ainsi que le taux de décès évitables et le taux de mortalité infantile les plus élevés d'Europe. Le 25 avril 1974, un coup d'État militaire connu sous le nom de « révolution des Œillets », organisé par des officiers militaires de gauche (Mouvement des Forces armées), renverse le régime.

## Histoire

### Contexte
Après le renversement de la monarchie en 1910 et l'instauration de la Première République portugaise, le pays vivait sous un régime parlementaire qui sera fortement ébranlé sur le plan intérieur par les luttes entre progressistes et conservateurs, et, sur le plan international, par la Première Guerre mondiale et le krach de Wall Street, le jeudi 24 octobre 1929, avec la crise financière qui s'ensuivit.
Au début des années 1920, l'économie portugaise connaît de profondes crises : insolvabilité, chômage, effondrement monétaire, inflation. L'armée veut mettre un terme à l'instabilité du pays par le coup d'État du 28 mai 1926 : la période qui en découle est appelée Ditadura Nacional, elle prendra fin le 19 mars 1933 avec le vote d'une nouvelle constitution.
En 1928, le général Óscar Carmona devient président de la République portugaise. Le 18 avril 1928, il nomme un professeur d'économie politique et de finances publiques de la faculté de droit de l'université de Coimbra au poste de ministre des Finances : Antonio de Oliveira Salazar. Celui-ci entame de profondes réformes pour stabiliser la situation économique et sociale du Portugal. A Lição de Salazar — la « leçon de Salazar » porte ses fruits. Dès lors, il est perçu par l'opinion publique comme l'homme de la situation.
Salazar ne cache ni son programme ni ses ambitions : opposé au communisme, au fascisme, au libéralisme, il rêve de rendre au pays sa grandeur d'autrefois, quasiment, de restaurer l'Empire colonial portugais. Peu à peu, il augmente les dépenses militaires. Lorsqu'une crise ministérielle éclate en 1930, une contre-révolution est menée par des généraux portugais. Il en sort encore plus fort, si bien que le 5 juillet 1933, le général Carmona le nomme Premier Ministre.
Élaboré par Salazar et ses compagnons de route professoraux (les "cathédocrates"), le terme officiel d'Estado Novo désigne la nouvelle doctrine appliquée par le gouvernement consécutivement au plébiscite national, voté en 1933,. L'enjeu était de sortir de l'état d'ingouvernabilité du pays dû à l'immobilisme politique et institutionnel qui s'était installé, et avait conduit le Portugal à une situation financière et sociale critique, dans un contexte international marqué par la crise de 1929 et par des tensions au sein de l'Empire colonial. C'est pourquoi l'Estado Novo est considéré comme la continuation rebaptisée de la Ditadura Nacional.

### Caractéristiques de l’Estado Novo
Taillé sur mesure pour et par Salazar et les cathédocrates (en particulier le doyen de la faculté de droit de Coimbra Domingos Fezas Vital), l’Estado Novo est un régime avec une gouvernance autoritaire. L'opposition politique n'a pas de reconnaissance officielle, elle est muselée, et le pouvoir exécutif (le Conseil des ministres) a toute autorité sur le pouvoir législatif (le Parlement et la Chambre corporative), sans avoir à lui rendre de comptes en cas de désaccord. L'orthodoxie de l'équilibre budgétaire et la conservation des colonies (plus tard nommées territoires d'outre-mer) sont érigées en dogmes par l’Estado Novo, sous l'impulsion affichée de Salazar. Toute opposition politique qui sort de ces dogmes est écartée de l'échiquier politique intérieur.
Le nouveau régime s'appuie sur les piliers traditionnels du pays, en établissant un concordat avec l'Église catholique romaine, avec l'armée, avec le patronat et avec les branches corporatives que sont les syndicats représentant tous les corps de métiers représentés par la Chambre corporative. Les grèves mais aussi les lock-out sont déclarés illégaux, les patrons et ouvriers étant ainsi privés de leurs principales armes de dissuasion pour les forcer à dialoguer. Pour mieux s'en assurer, les syndicats ouvriers et patronaux passent sous contrôle de l'État. Le Parti communiste et la CGT portugais sont déclarés illégaux. Toutefois, des élections sont conduites sur la base d'un suffrage partiel au sein des deux chambres, mais les listes ne portent à chaque fois qu'un seul candidat. Le caractère nationaliste, antidémocratique et anti pluraliste du régime est ici affirmé dans un texte fondateur, la constitution de 1933. Opposé à la politisation des masses, il fait sien le vieux principe contre-révolutionnaire selon lequel « commande qui peut, obéit qui doit ».

#### Constitution
L’Estado Novo repose d'abord sur une constitution : élaborée en 1932 par Salazar avec l'aide de ses plus fidèles cathédocrates (Fezas Vital, Mario de Figueiredo, José Alberto dos Reis), elle est publiée au journal officiel portugais le 22 février 1933 puis approuvée le 19 mars suivant grâce à un plébiscite national, qui, par nature, est en réalité un référendum donnant pour la première fois le droit de vote aux femmes ; cependant, le taux d'abstention, relativement important, fut considéré comme un vote d'approbation, faussant ainsi les résultats.
La Constitution commence par exposer l'idéologie du régime : elle définit le territoire du Portugal, puis dans une reprise de la doctrine sociale de l'Église catholique elle s'élève des individus avec leurs droits et leurs responsabilités vers les familles, les corporations, les collectivités locales et enfin l’État. Il y a une déclaration des droits, mais la Constitution prévoit aussi des « lois spéciales » pour en régir l'exercice.
Cette Constitution entérine le régime de parti unique instauré le 30 juillet 1930, fondé sur l'Union nationale (UN). L'Assemblée nationale est élue sur un système de liste unique. À ses côtés existe la Chambre corporative, à vocation consultative (son rôle se bornant à exprimer des opinions sur les projets de lois avant que l'Assemblée nationale en débatte), qui réunit des élus locaux et des représentants du monde administratif, moral, culturel et économique.
Les fonctions de chef de l'État reviennent au président de la République, élu pour sept ans au suffrage universel direct. Il est assisté par le Conseil d'État. La direction du gouvernement revient au président du Conseil des ministres. En principe, le président de la République dispose de pouvoirs étendus : il nomme et révoque librement le président du Conseil (et les ministres sur la proposition de celui-ci), peut s'adresser à l'Assemblée nationale par des messages, la dissoudre, et le gouvernement n'est responsable que devant lui. Dans la pratique toutefois, le pouvoir se concentre entre les mains d'António de Oliveira Salazar, qui occupe le poste de président du Conseil. Óscar Carmona sera entre 1933 et 1951 président de la République.

#### Corporatisme
L’Estado Novo était considéré par ses idéologues comme un « État corporatiste », se définissant officiellement comme une « République corporative », en raison de la forme républicaine du gouvernement et de son aspect normatif doctrinaire et corporatiste, ce que reflète son appareil législatif et social à intégration verticale, dont la Constitution, l'Institut national du travail (Instituto do Trabalho Nacional), et un nombre important d'institutions publiques comme la Chambre des corporations (Câmara Corporativa), le ministère des Corporations (ministério das Corporações), l'Institut national du travail et de la sécurité sociale (Instituto Nacional do Trabalho e Previdência), les syndicats nationaux de droit public, les organisations patronales (regroupées sous l'entité du Grémio nacional), les maisons du peuple, les maisons de pêcheurs, ainsi que diverses commissions de réglementation.

## Le projet national-catholique de Salazar
L'Estado Novo entretient des liens ambigus avec le fascisme. Si ses fondements philosophiques sont différents, son fonctionnement présente d'importantes similitudes. Salazar se nourrit d'abord des idées de l'intégralisme lusitanien qu'il va d'ailleurs dissoudre en 1934 : bien que monarchiste, ce mouvement qui remonte aux années 1910 se veut traditionaliste, mais non conservateur, anti-moderniste, anti-parlementariste, communaliste, corpo-syndicaliste, décentralisateur et catholique. Les cathédocrates proviennent en effet du mouvement catholique. Lors de leurs années d'étudiants, ils ont milité au sein du CADC (Centre Académique de Démocratie Chrétienne) et ont mis en application leurs connaissances du droit pour faire échec aux attaques anticléricales du gouvernement républicain, en particulier d'Afonso Costa. Ils ont poursuivi dans cette voie, à travers leur implication au sein de l'Association des Jurisconsultes Catholiques.
L'opposition à la politisation des masses, le cléricalisme et l'anti-modernisme excluent le salazarisme de l'idéologie fasciste. Une police politique (PIDE) ou un parti unique ne suffisent pas à caractériser un régime fasciste puisque aussi partagés par les dictatures communistes.

### Évolution du régime entre 1933 et 1945
Profondément anti-démocratique, ce régime va susciter de nombreuses révoltes internes, lesquelles vont être réprimées par la Polícia internacional e de defesa do estado (PIDE), police politique de l'État portugais, fondée en 1933 sur le modèle de l'OVRA, la police politique de l'Italie fasciste, mais sur les conseils du MI5 britannique. La PIDE obéit directement à Salazar, dispose de plus de deux mille agents, d'un vaste réseau de renseignement, et de centres de détention au Portugal et dans l'Empire.
Sous l'influence grandissante du Troisième Reich, de l'Italie mussolinienne et du franquisme, tout le long des années 1930, Salazar impulse des réformes institutionnelles rapprochant son régime de ces trois systèmes. Mais, pour reprendre l'expression de l'historien René Rémond, ces adaptations ont tout du « badigeon romain » et ne survivront pas vraiment à la Seconde Guerre mondiale durant laquelle le Portugal reste à distance des forces de l'Axe.
Parmi ces concessions au fascisme, citons :
- 1935 : création de la FNAT (Fédération nationale pour l'allégresse au travail), réplique de la Kraft durch Freude nazie, visant à encadrer les loisirs des ouvriers.
- 1936 : création de la Mocidade Portuguesa (Jeunesse portugaise), portant l'uniforme siglé du S de Salazar. L'adhésion est obligatoire à partir de 10 ans et l'ambiance y est paramilitaire sur le modèle des mouvements de jeunesse italiens et allemands d'alors.
- 1936 : création de la Légion portugaise, une milice comptant 50 000 membres en 1939, comparables aux chemises noires italiennes, ou aux chemises brunes allemandes

Toutes ces organisations sont réformées ou tombent en désuétude en 1945 alors que le régime perdure. L'opposition à l'Estado Novo regroupe des républicains, des communistes, des socialistes et des anarchistes. Le Parti communiste portugais (PCP) devient le principal parti d’opposition à la dictature et constitue la cible prioritaire de la répression. Notons également que si les premières actions de la PIDE visent la gauche, elles ciblent également les mouvements fascistes portugais se réclamant explicitement de Mussolini (notamment les 25 000 chemises bleues que comptait le pays en 1933) mais aussi le mouvement national-syndicaliste, d'inspiration hitlérienne, dissous en 1934 et dont le chef Rolão Preto (pt) est condamné à l'exil.
Proche mais toutefois différent du régime fasciste italien, la rupture révolutionnaire prônée par cette doctrine laisse place, au Portugal, à la conservation des structures historiques, à l'absence d'ambition d'expansion territoriale (tempéré toutefois par la défense des colonies d'outre-mer) et la vision naturelle de l'Homme typiquement conservatrice, contrairement à la volonté du fascisme de créer un « Homme nouveau » maîtrisant les forces de la Nature.[réf. souhaitée]
Dans son discours du 28 mai 1936, à l'occasion du dixième anniversaire du coup d'État qui a mis fin à la Première République, Salazar définit les cinq piliers de l'Estado Novo :
- Dieu
- La famille
- Le travail
- La patrie
- L'autorité

En signant le Pacte Ibérique le 17 mars 1939, Salazar reconnaît à Franco sa pleine légitimité.

### Évolution du régime entre 1945 et 1974
Durant la Seconde Guerre mondiale, Salazar visa l'équilibre budgétaire. Mais l'inflation sévissant, il ne sut adopter une politique monétaire restrictive (faire diminuer la masse monétaire par sa banque centrale) qui aurait diminué, voire jugulé, l'inflation. Il réussit à maintenir une neutralité apparente, pour préserver l'alliance historique avec le Royaume-Uni.
La fin de la guerre laisse penser que le pays va suivre le mouvement de libération qui souffle sur l'Europe. Mais ce n'est que sous la pression internationale que le régime s'assouplit légèrement : lors des élections à la fin de l'année 1945, les groupes politiques sont autorisés même s'ils restent peu audibles. Ainsi se forme en octobre le Movimento de Unidade Democrática (MUD) qui est dissous en janvier 1948. La censure se fait moins forte. Le pays connaît une grande effervescence politique qui révèle un mécontentement général. Le parti unique ne doit finalement sa victoire qu'au retrait de l'opposition. Ces élections permettent surtout à la PIDE de repérer les opposants. Dès lors, le régime et la répression se durcissent. Les élections suivantes, sur le même modèle, permettent également de donner le change à l'étranger. Celles de 1949 voient l’opposition s'unir autour de José Norton de Matos. Sa campagne vigoureuse, pendant laquelle il dénonce la répression et la censure, fait trembler le régime sur ses bases. Mais une fois encore, la loi électorale oblige Norton de Matos à se retirer. L'opposition ne retrouvera pas de sitôt une telle union.
En 1948, le régime de Salazar refuse, avec l'Espagne franquiste, de reconnaître l'État d'Israël.
Le Portugal entre comme membre fondateur de l'OTAN en 1949 et devient un allié précieux des États-Unis en pleine guerre froide, constituant un front antisoviétique, un rempart contre le communisme. Les nouveaux militaires formés sous ce régime atlantique seront, dix ans plus tard, préparés lors des conflits internes et externes. En 1955, le Portugal rejoint l'ONU, puis fait partie des membres fondateurs de l'AELE (1960) et de l'OCDE (1961).
L'élection présidentielle de 1958 (pt), à laquelle l’opposition présente comme candidat le général Humberto Delgado, marque le début d’une crise politique interne. Salazar introduit quelques réformes plus symboliques qu'efficaces. Mais les méthodes de gouvernement ne changent pas. En 1959, il supprime l'élection présidentielle au suffrage direct, donnant au parlement le pouvoir d'un collège électoral, la chambre étant contrôlée par le parti unique.
Défenseur d'une politique colonialiste, Salazar souhaite maintenir l'unité territoriale du « Portugal continental, insulaire et ultra-marin, du Minho au Timor », alors que les nations européennes décolonisent progressivement l'Afrique. Les Guerres coloniales portugaises déclenchées en 1961 mobilisent les Forces armées portugaises sur plusieurs terrains indépendantistes rattachés à l'Empire colonial. La mobilisation des forces portugaises dans les trois théâtres d'opérations (Angola, Guinée-Bissau, Mozambique), au début des années 1970, atteignit sa limite critique. L'opposition au régime et aux guerres coloniales engendre de nombreuses arrestations par la PIDE, parmi lesquelles 2 000 femmes, mais aussi des enfants.
Salazar est contraint de renoncer au pouvoir en 1968, après avoir été victime d'un accident vasculaire cérébral. Il est remplacé par Marcelo Caetano.
La révolution des Œillets (Revolução dos Cravos) le 25 avril 1974 mit fin au conflit colonial. Avec la transformation du régime politique du pays, l'engagement militaire des forces armées portugaises n'avait plus de sens. Les nouveaux dirigeants annoncèrent la démocratisation du pays et se prédisposèrent à accepter les revendications d'indépendance des colonies. La Junta de Salvação Nacional prend le pouvoir, forme une assemblée nationale constituante et travaille durant deux ans à la transition démocratique : cette période est appelée le Processus révolutionnaire en cours (PREC) et conduit à la promulgation de la Constitution de la Troisième République le 25 avril 1976.

### Politique coloniale
Dans les années 1920 et 1930, le régime colonial instaure un système racial séparant les Africains « assimilés », qui ont reçu les bases d'une éducation leur permettant éventuellement d'occuper une place dans l’administration coloniale, des autres indigènes, privés de droits et soumis au travail forcé, séparatisme qui ne sera aboli qu'en 1962[réf. nécessaire]. Au lendemain de la Seconde Guerre mondiale, les colonies sont encore très peu développées : à Sao Tomé-et-Principe, aucun lycée n'a encore été ouvert, tandis qu'en Angola et au Mozambique, les seules institutions ouvertes en annexes à l'université de Coimbra sont destinées aux fils de colons. Dans les îles du Cap-Vert, les sécheresses chroniques dues à la déforestation entraînent des famines régulières, accentuées par l'absence d'aide alimentaire. Entre 1941 et 1948, on compte ainsi près de 50 000 morts, soit le tiers de la population.
Les guerres coloniales, qui durent de 1961 à la révolution des Œillets, en 1974, coûtent la vie à 16 278 soldats coloniaux et 26 000 soldats indépendantistes,,,,. Du côté civil, le bilan est estimé à 50 000 morts au Mozambique, 50 000 en Angola, 5000 en Guinée et 5 000 colons blancs tués, soit un total de 110 000 morts civils,.

## Présidents de la République entre 1933 et 1974
- António Óscar de Fragoso Carmona (1933-1951)
- António de Oliveira Salazar (1951) (Président par intérim)
- Francisco Higino Craveiro Lopes (1951-1958)
- Américo de Deus Rodrigues Tomás (1958-1974)

## Présidents du Conseil des ministres entre 1933 et 1974
- António de Oliveira Salazar (1932-1968)
- Marcelo das Neves Alves Caetano (1968-1974)

#### Ouvrages utilisés pour la rédaction de l'article
Sources primaires
- P. Gilles, Le Redressement financier au Portugal, Paris, LGDJ, 1938, 222 p.
- Oscar Ferreira, L'Universitaire au pouvoir. Le discours juridique du professorat salazariste (1928-1974), Paris, Classiques Garnier, 2023, 570 p.
- Oscar Ferreira, "De la "loi à la main" à la loi dans la main. La mobilisation des cathédocrates portugais en faveur de la foi catholique", Cahiers Jean Moulin, n°10, 2024 (https://journals.openedition.org/cjm/2736).
- Oscar Ferreira, « Un reliquat indicible du « constitutionnalisme octroyé ?" La doctrine constitutionnelle éclectique des cathédocrates sous l’Estado Novo portugais », Jus politicum, n°25, janvier 2021, p. 27-64 (https://www.juspoliticum.com/articles/Un-heritage-indicible-du-constitutionnalisme-octroye-La-doctrine-constitutionnelle-eclectique-des-cathedocrates-sous-l-Etat-Nouveau-portugais).

- Johan Chapoutot, Fascisme, nazisme et régimes autoritaires en Europe (1918-1945), Paris, PUF, 2013, 295 pages.

Sources secondaires
- (pt) Filipe Ribeiro de Meneses (trad. de l'anglais par Teresa Casal), Salazar : Uma Biografia Politítica [« Salazar. A Political Biography »], Alfragide - Portugal, Publicações Dom Quixote, 2010, 3e éd., 803 p. (ISBN 978-972-20-4005-1),[(pt) Présentation de l'ouvrage par l'éditeur],[(fr) Présentation de l'ouvrage en revue spécialisée. Revue d'histoire politique, L'Harmattan, 2012, no 17.],[(pt) Interview de l'auteur dans Público, sup. littéraire, Août 2010].

#### Autres ouvrages sur le sujet
- Yves Léonard, Salazarisme et fascisme,  éd. Chandeigne, 1996 (préface de Mário Soares).
- Yves Léonard, Salazar. Le dictateur énigmatique, Perrin, 2024.
- Jean-Claude Rolinat, Salazar le regretté…, Les Bouquins de Synthèse nationale, 2012, 164 pages.
- Fernando Rosas, L’art de durer. Le fascisme au Portugal, Éditions sociales, Paris, 2020, 346 pages.